# بمب ای۱۲۰

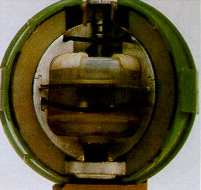

بمب ای۱۲۰ نوعی بمب خوشه‌ای توسعه یافته برای انتشار یک سلاح میکروبی مایع بود. این بمب توسط آمریکا در اوایل دهه ۱۹۶۰ توسعه داده شد.

## تاریخچه
بمب ای۱۲۰ یکی از چندین سلاح بیولوژیکی بود که آمریکا پیش از ترک برنامه جنگ با حملات بیولوژیکی خود در ۱۹۶۹-۱۹۷۰ توسعه داده بود. در این بمب از Schu S-۴ که نوعی باکتری تولارمی مقاوم در برابر استرپتومایسین است به عنوان عامل UL استفاده شد.

## مشخصات
بمب ای۱۲۰ به شکل کروی با قطر ۱۱/۴ سانتی‌متر و برای نگهداری ۰/۱ کیلوگرم سلاح میکروبی مایع طراحی شده بود. بسیار شبیه به بمب ام۱۳۹ شکل بیرونی ای۱۲۰ "پره" مانند بود. عملکرد پره بر روی بمب به گونه‌ای بود که در هنگام سقوط، آنرا می‌چرخاند. در نتیجه در هنگام برخورد، در حالی که عامل از یک نازل پاشیده می‌شد قطعات بمب، خرد شده و به اطراف پخش می‌شدند.